# 新中央工業
新中央工業（しんちゅうおうこうぎょう）は、かつて存在した日本の企業。

## 概要
戦前に南部麒次郎が経営した中央工業（大倉財閥系）が戦後に改組された企業。中央工業時代からの業務を引き継ぎ、警察・自衛隊・海上保安庁など官公庁向けの銃器や防衛関連製品の製造をおこなっていた。
製品は警察に正式採用されている拳銃であるニューナンブM60が有名。銃規制が厳しく銃器市場の小さい日本では世間一般にはそれほど有名な企業ではなかった。
1975年にミネベア（現・ミネベアミツミ）に吸収合併されて以降は同社の一部門、「ミネベア大森工場」となった。ニューナンブ生産完了後も、大森工場では、ミネベア本来の機械部品に加えロケットランチャーやボムラック（兵装架）など航空機や潜水艦などに装備する防衛関連用の装備品などの生産をおこなっていたが2013年末をもって閉鎖され、生産は群馬県安中市の松井田工場に移った。